# Историја Словеније
Историја Словеније прати историју покрајинâ данашње Републике Словеније и најближих земаља насељених Словенцима од праисторије до данас. Име Словенија појавило се тек 1834. године у књизи руског историчара Јурија Венелина Древни и данашњи Словенци. Десет година касније назив Словенија се појављује први пут међу самим Словенцима у песми Јована Косеског. Словенија се као политички ентитет први пут конституише 1945, а као самостална држава тек 1991. године.

## Праисторија
Најстарији доказ човековог постојања на тлу Словеније су две камене алатке из Јаме в Лози код Орехка (општина Постојна), старе око 250.000 година. Из периода последње глацијале, када су на тлу Словеније живели неандерталци, је најзначајнији проналазак звиждаљке у близини села Шебреље. У млађем каменом и бронзаном добу становници су већ баве сточарством и пољопривредом. На прелазу из бронзаног у гвоздено доба карактеристична је култура жарних гробова. За халштатски период су карактеристична утврђена насеља на узвишењима (градине), и лепо израђени гвоздени предмети (нпр. ситуле) и оружје (Мост на Сочи, Ваче, Рифник, Шентвид при Стични). Њихови становници нису етнички одређени.

## Келти и Римљани
У 4. и 3. веку п. н. е. територију данашње Словеније су запосела племена Келта. Они су ту оформили племенски савез назван Норичка краљевина. У Горењској и делу Штајерске су живели Таврисци, Карни су се населили на северозападу, Норичани на северу, Јаподи у Долењској и делом у Нотрањској, Латобици у Долењској и Посавју, те Хистри у Истри. Ти народи су културно и привредно заостајали за Римљанима. Бавили су пољопривредом и сточарством. Из тог времена потичу имена неких данашњих места попут Бохињ и Тухињ, те појединих река (Сава, Савиња и Драва).
Територија данашње Словеније имала је за Римљане велики стратешки значај. Римски продирање на територију данашње Словеније је започело након оснивања Аквилеје (181. године п. н. е). У другој половини 2. века п. н. е. Римљани су у истарским походима покорили Хистре, Тавриске (129. године н. е.) и Карне (115. године н. е.). Норичка краљевина је склопила савезнички уговор са Римљанима 115. године п. н. е. Цар Октавијан Август је од 35-33. године п. н. е. границе Римског царства померио све до Дунава, а око 10 год. п. н. е. мирно прикључио царству дотад савезничку Норичку краљевину. Запоседнута подручја укључена су у састав следећих римских провинција: западна Словенија са Истром је укључена у 10. регију Италије (Regio X), источни део и Долењска су припојени провинцији Панонији, алпски простор и Посавје су средином 1. века ушли у састав провинције Норик. Оснивају се први градови на територију Словеније (Емона, Целеја, Петовио). Њих насељавају досељеници из Италије и поромањени староседеоци. Изграђен је путни систем са главним правцем Аквилеја-Емона-Целеја-Петовио-Карнунтум (Петронел на Дунаву).
Прве хришћанске општине су настале при крају 3. века. Од 4. до 6. веку су устројене епископије, које су потпадале под митрополију у Аквилеји. У време утврђивања римских граница због све чешћих варварских провала, у 3. веку на рубу краса је изграђен систем утврђења Claustra Alpium Iuliarum, чија је намена била да штити источни прилаз Италији. У 5. и 6. веку римска власт на територију Словеније је уздрмана провалама германских племена, која се крећу ка Италији. Домаће становништво налази уточиште у безбеднијим планинским крајевима. Средином 5. века преко Словеније у Италију су продрли Хуни, и успут опустошили цели низ насеља. На крају 5. века Источни Готи (Остроготи) запосели су Италију и до 536. године у састав њихове Италске краљевине улазе Норик, Далмација и Панонија.

## Досељење Словена
У 6. веку на ширем простору источних Алпа населили су се Словени. Први словенски насеобени талас датиран око године 550. године, текао је из смера данашње Моравске.
Други словански талас тече по одласку Лангобарда са данашњег словеначке територије у Италију 568. године. На испражњене територије почињу се насељавати Авари и Словени.
На територијама, које су населили Словени, су живели остаци романизованих староседелаца, који су деломично сачували хришћанство. Досељење Словена у источне Алпе потврђују пропасти епископијâ на источноалпском простору у другој половини 6. века, промене насеља и материјалне културе, и првенствено афирмација новог, словенског говора. Етничка граница према Баварцима се већ онда учврстила у источном Тиролу, а у 8. веку на рубу Фурланске низије и у Истри на рубу краса усталила се граница према Лангобардима.

## Карантанија
Словени у источним Алпама били су, као и Словени у Панонији, под влашћу аварских кагана. Слабљењем аварске власти, на простору јужне Корушке, почетком 7. века формира се прилично самостална „крајина Словена“ („marca Vinedorum“), са својим кнезом на челу. Године 623. се вероватно придружила алпским Словенима под вођством кнеза Сама. По пропасти Самовог племенског савеза 658. године, »крајина Словена« са средиштем у Крнском граду, северно од данашњег Целовца, почела се називати Карантанијом. Око стотињак година она је била самостална кнежевина. Када су Карантанци око 743. године замолили Баварце за помоћ у одбрани од Авара, они су морали признати њихову врховну власт, те је отада Карантанија вазална кнежевина у оквиру Франачке државе. Уз признање вазалства као замену за помоћ, Карантанци су морали Баварцима дати као таоца сина кнеза Борута, Горазда, и кнежевог нећака Хотимира. Њих су Баварци за време талаштва покрстили. Године 751, за време владавине кнеза Хотимира, почиње покрштавање Карантанаца. Покрштавање није ишло глатко, дошло је чак до три неуспела устанка. Поразом баварског кнеза Тасила III 788. године, заједно с Баварском и Карантанија улази у састав Франачке државе Карла Великог. Када је кнез доњопанонских Словена Људевит Посавски 819. године, због насиља франачког маркгрофа Кадолаха, подигао устанак, њему су се прикључили и Карантанци. После гушења устанка 828. године Франци реорганизују управу у Карантанији и домаће словенске кнежеве замењују франачки грофови. Трагови некадашње карантанске самоуправе су се очували све до 1414. године у посебном обреду устоличавања корушких војвода, који је вршен на словеначком језику.

## Од реформације до барока
Протенстантска учења почињу са се појављују у словеначким покрајнама већ од 1520. године. Преломни тренутак за развој лутеранства у Словенији је преобраћење Приможа Трубара у регормисану веру. Он је управљао протенстантском црквом до 1565. године када је протеран у Немачку. Примож Трубар је превео библију на словеначки чиме је постао отац словеначке књижевност и словеначког књижевног језика. Мада је власт Хазбурга у словеначким покрајнама била јака, племство је већином прешло лутеранство те је успело да на сабору „Унутрашње Аустрије“ из 1578. године, примора надвојводу Карла Хазбуршког на поштовање верских права лутерана. У Љубљани је деловала протестантска школа и штампарија а настављен је рад на превођењу религиозних дела на словеначки. Овај развој је прекинут противреформацијом која је у периоду од 1590 до 1628. године извојевала потпуну победу (становништво је покатоличено, школа затворена, црквена организација лутерана уништена). Са потискивањем протестантизма, Хазбурзи су сломили и сваки могући отпор племства својој власти те у словеначким покрајнама сталешке скупштине губе значај.
Словенија је током 16. века трпела пљачкашке упаде нерегуларних турских трупа што је постакло скупштину Крањске да финансијски помогну организацију хрватске војне крајне док су скупштине Корушке и Штајерске помагале организацију славонске крајне. Хазбузи су 1508. године наследили горичку грофовију (захваљујући уговору о наслеђивању) те је тиме цела Словенија дошла под власт исте династије.

## Уставни период
Аустријска царевина је темељно реорганизована после пораза у рату са Пруском (1866. године)и склапања Нагодбе са Мађарском (1867). У аустријском делу Аустроугарске је установљена уставна влада на основу Фебруарског патента из 1860. године. Немачке партије су држале сва места у Влади на основу већине у Рајхстагу (парламент Аустрије) али и на основу царског пристанка. Да би модернизовали државу, Влада је донеле низ Уставних закона којим је тумачен Фебруарски патент али и којим је по први пут установљен један за то време доста широк систем грађанских права.
До краја монархије, услед постепеног демократизовања Аустрије, Словенци су успели да изборе доминацију у институцијама Крањске као и основно и средње образовање у државним школама Корушке, приморске области и Штајерске. У Рајхстагу је седело 7 представника Словенаца који су обично подржавали чешке захтеве и иницијативе. Мада никад нису достигли привредни развој Чешке и Доње Аустрије привредни преображај је захватио и Словенију током 80 и 90 година 19 века чему је доста допринео велики државни програм изградње инфраструктуре.
Крајем 19. века у Словенији се снажно развија клерикални покрет, али се појављују и први знаци комунистичког и социјалдемократског организовања.